# Кафедра (христианство)

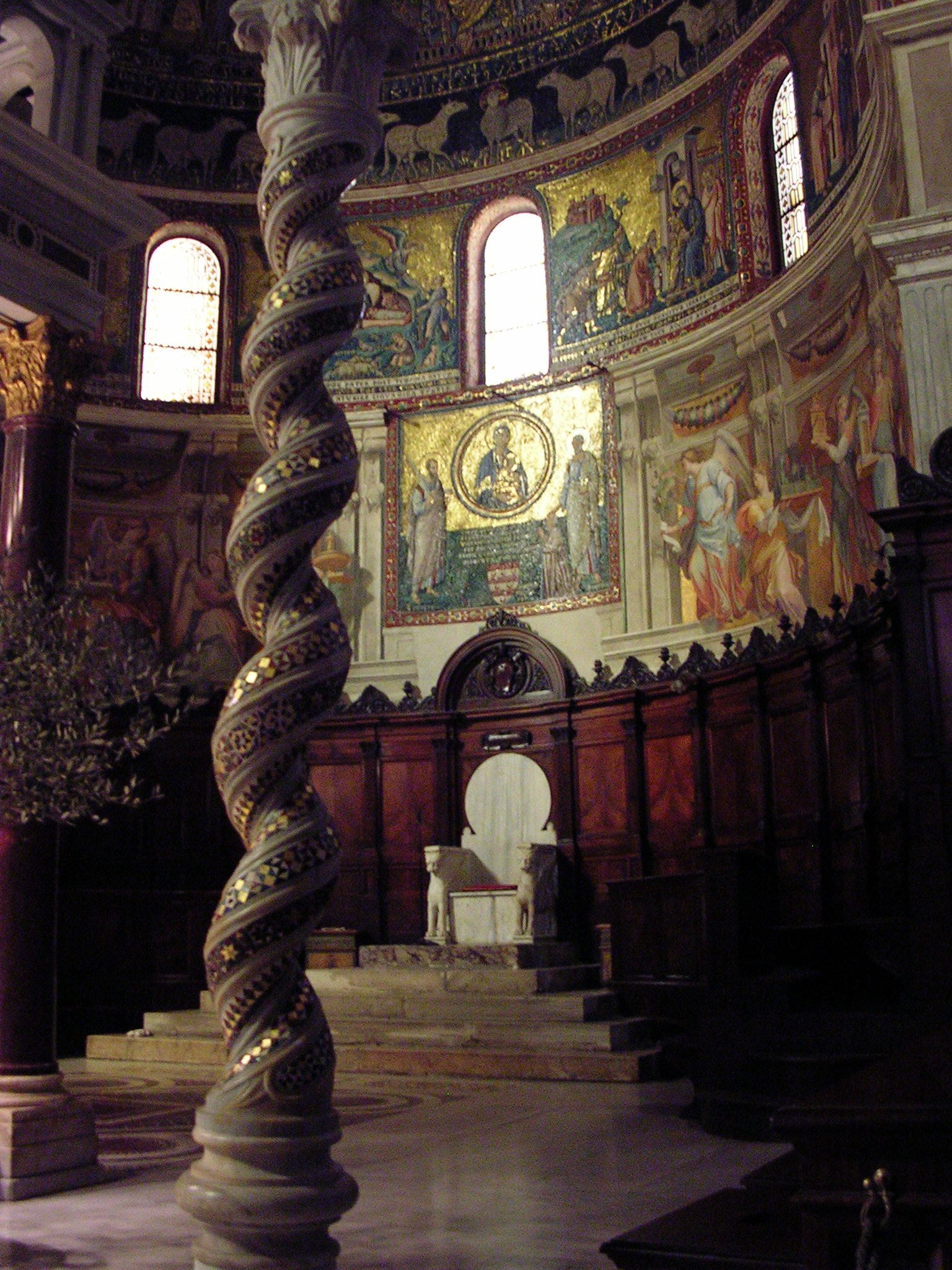
Кафедра в римской базилике Санта-Мария-ин-Трастевере

Ка́федра (семинарск. кафе́дра, от греч. καθέδρα, лат. cathedra) в христианстве — почётное кресло в храме, предназначенное для епископа. В переносном употреблении — символ епископской власти. В русском языке от слова «кафедра» произошло название центрального собора епархии — «кафедральный»; во многих европейских языках от него произошло само слово «собор» (англ. cathedral, нем. Kathedrale, исп. catedral и др.).

## История
Название пришло от типа римского стула cathedra, который был аналогом греческого клисмоса. Этот удобный стул сначала предназначался для женщин, но затем им стали пользоваться мужчины, в том числе учителя в школах.
Почётное седалище для епископа имеет давнюю традицию, оно устраивалось ещё в христианских катакомбных криптах и часовнях. В первых базиликах и романских церквях I тысячелетия кафедра располагалась в нише апсиды храма, на возвышении, по его бокам находились кресла для сослужащих священников. Такое расположение соотносилось с видением Иоанна Богослова из Апокалипсиса (он увидел престол, Сидящего на престоле Господа Вседержителя, а возле него 24 восседавших старца). Епископ в таком случае символически изображает Христа, а священники — старцев из видения.
Так же весьма древнее происхождение у значения слова «кафедра», как обозначения центра епископской власти.
Впервые в таком смысле слово кафедра встречается у Тертуллиана (De praescriptione, XXXVI), который пишет об «апостольских кафедрах», иллюстрируя понятие преемственности власти епископов от апостолов. Выражение «Кафедра Петрова», как синоним епархии Рима (первым епископом Рима считается апостол Пётр) встречается уже в мартирологе Иеронима (Martyrologium Hieronymianum), составленном в VI веке, и других документах той эпохи.

## Расположение

### Православие

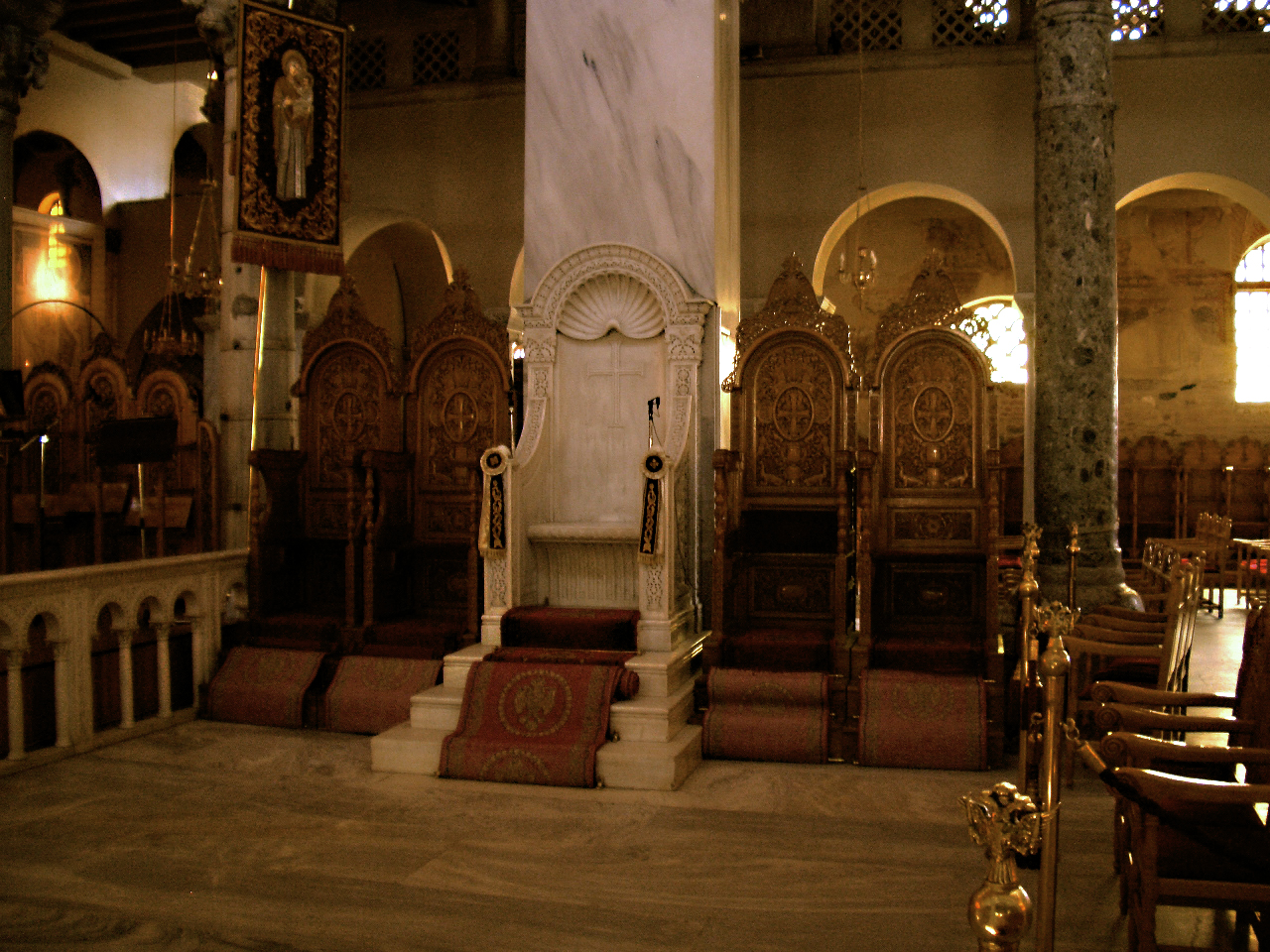
Епископская кафедра
(базилика Святого Димитрия)

В православных соборах существуют две традиции расположения трона для архиерея. Согласно русской традиции, епископское седалище располагается у центральной части восточной стены алтаря прямо против престола на горнем месте. Во время архиерейских богослужений в уставных случаях, в частности при чтении Апостола за литургией, епископ восседает на седалище, а сослужащее ему духовенство располагается соответственно по сторонам.
В практике Элладской церкви принято располагать кафедру вдоль южной стены церкви, на клиросе. Таким образом, кафедра — одно из сидений на монашеских хорах, более возвышенное и, как правило, с балдахином. Во время литургии диакон читает оттуда Евангелие, лицом на запад.

### Католицизм

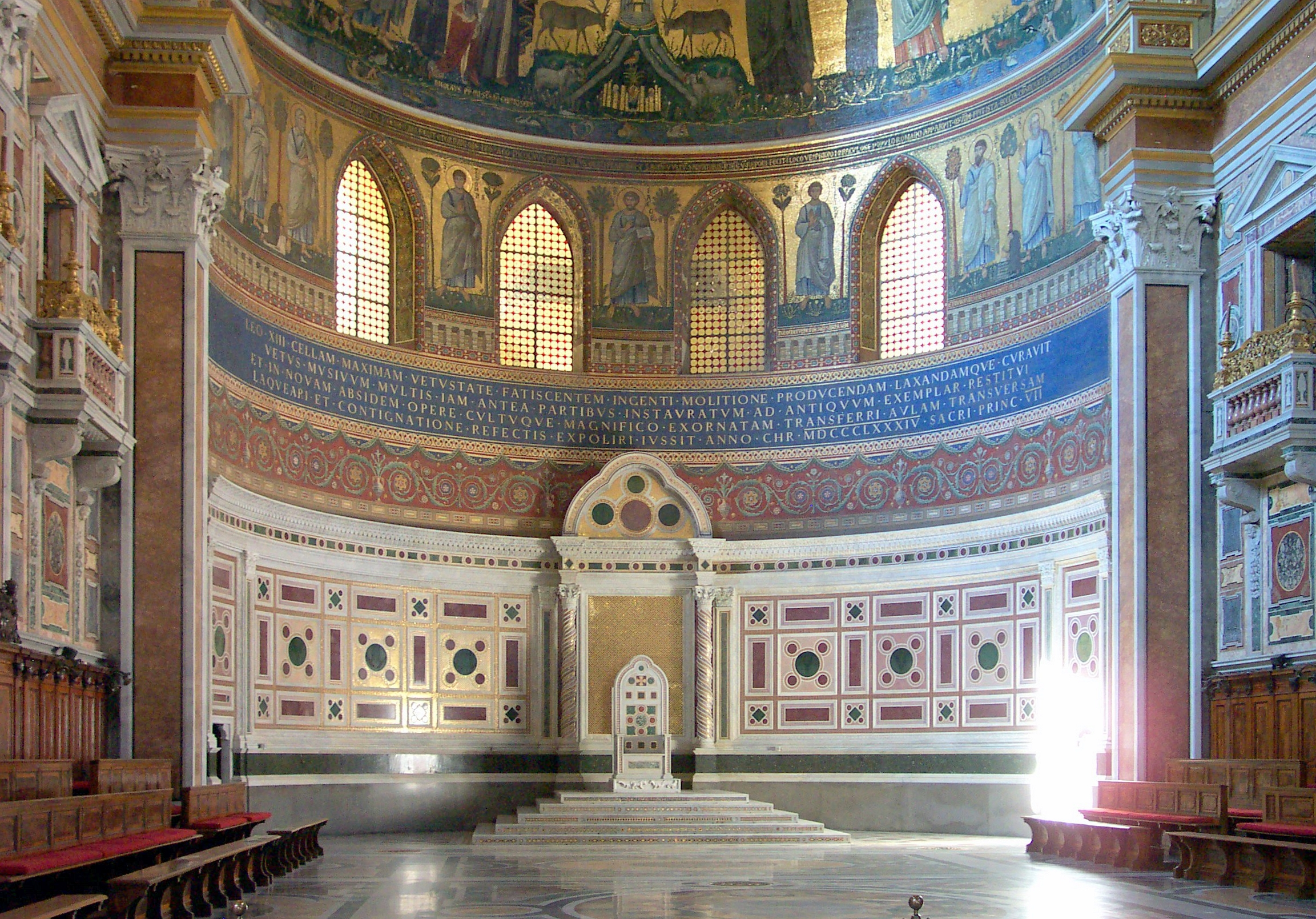
Папская кафедра в Латеранской базилике

В раннехристианских западных храмах кафедра епископа располагалась по центру на возвышении в задней части пресвитерия, обычно в нише абсиды позади алтаря. В Средние века, когда алтарь стал располагаться непосредственно у стены, обычной практикой стало сдвигать трон епископа в сторону (чаще в левую). В ряде случаев это приводило к выносу епископской кафедры за пределы пресвитерия, трон епископа располагался на левой стене собора или на левой колонне центрального нефа. В католических соборах, построенных после II Ватиканского собора или перестроенных после него, алтарь, как правило, выдвинут в переднюю или центральную часть пресвитерия. Епископская кафедра, в таком случае, помещается позади алтаря по центру, как в древних романских базиликах. По бокам пресвитерия, справа и слева от кафедры располагаются кресла для сослужащих священников.

### Англиканство
В англиканских храмах, кафедра обычно располагается с одной стороны хора, хотя более современной практикой является помещать кафедру слева от алтаря.